# Dryophytes arenicolor
Dryophytes arenicolor is een kikker uit de familie boomkikkers (Hylidae). De soort werd voor het eerst wetenschappelijk beschreven door Edward Drinker Cope in 1866. Oorspronkelijk werd de wetenschappelijke naam Hyla affinis gebruikt. De soort stond lange tijd bekend onder de wetenschappelijke naam Hyla arenicolor.

## Uiterlijke kenmerken
De soort kan bijna zes centimeter lang worden en in tegenstelling tot veel andere boomkikkers is de huid ruw en wrattig. Toch is wel goed te zien dat het geen pad is vanwege de goed ontwikkelde springpoten, het ronde lichaam en de grote zwemvliezen tussen de tenen. De kleur is lichtbruin tot bruingroen met op de rug en poten donkerbruine ronde vlekken en gebandeerde achterpoten, als een exemplaar aan licht wordt blootgesteld, verandert de kleur naar lichtgrijs. Een belangrijk kenmerk is de donker omzoomde, witte vlek onder ieder oog in plaats van een donkere streep door het oog heen zoals bij veel andere soorten.

## Verspreiding en habitat
Dryophytes arenicolor komt voor in Mexico en de Verenigde Staten in de staten Arizona, New Mexico, Utah en een kleine en sterk geïsoleerde populatie in Texas. Het biotoop bestaat uit grassige of bossige plaatsen met struikachtige hogere vegetatie waar de kikker zich in kan verstoppen en in jaagt, op het menu staan kleine ongewervelden. Deze boomkikker heeft een specifiek habitat; natte delen in dorre gebieden; en meestal wordt de soort dan ook aangetroffen in beken en meertjes in bergachtige streken. De kikker is een van de weinige soorten boomkikkers die niet vaak klimt en meer op de bodem leeft.
De mannetjes produceren een luide en ver reikende lokroep en gaan hiervoor vaak op een steen zitten, waar ze goed zichtbaar zijn. Buiten de natuurlijke vijanden is het vooral de mens die de kikkers in aantal achteruit doet gaan. Dryophytes arenicolor wordt verzameld voor de handel in exotische dieren en het biotoop wordt aangetast.